# Вен Цзитін
Вен Цзитін (кит.: 翁子婷, Weng Tzu-ting), також відома як Джуді Вен (англ. Judy Weng; нар. 1 липня 1978) — колишня тайванська тенісистка.
Найвищу одиночну позицію світового рейтингу — 232 місце досягла 21 жовтня 1996, парну — 235 місце — 13 листопада 1995 року.
Здобула 3 одиночні та 5 парних титулів туру ITF.
Завершила кар'єру 2002 року.

## Фінали ITF
| Легенда         |
| --------------- |
| турніри $50,000 |
| турніри $25,000 |
| турніри $10,000 |

### Одиночний розряд: 4 (3–1)
| Результат | Ранг | Дата            | Турнір              | Покриття | Суперниця   | Рахунок       |
| --------- | ---- | --------------- | ------------------- | -------- | ----------- | ------------- |
| Поразка   | 1.   | 12 вересня 1993 | ITF Тайбей, Тайвань | Тверде   | Чон Мі Ра   | 6–1, 3–6, 5–7 |
| Перемога  | 2.   | 17 березня 1996 | ITF Тайбей, Тайвань | Тверде   | Чхой Йон Ча | 6–1, 3–6, 6–4 |
| Перемога  | 3.   | 12 липня 1998   | ITF Істон, США      | Тверде   | Джулі Ту    | 6–0, 4–6, 7–6 |
| Перемога  | 4.   | 8 липня 2001    | ITF Гаосюн, Тайвань | Тверде   | Каорі Аояма | 6–4, 7–5      |

### Парний розряд: 11 (5–6)
| Результат | Ранг | Дата              | Турнір                  | Покриття | Партнерка      | Суперниці                        | Рахунок             |
| --------- | ---- | ----------------- | ----------------------- | -------- | -------------- | -------------------------------- | ------------------- |
| Перемога  | 1.   | 16 серпня 1992    | ITF Тайбей, Тайвань     | Тверде   | Лінь Яхуей     | Нао Акахорі Ісіда Кейко          | 6–4, 6–1            |
| Перемога  | 2.   | 21 листопада 1993 | ITF Нонтхабурі, Таїланд | Тверде   | Міхо Саекі     | Choi Ju-yeon Yoo Kyung-sook      | 3–6, 6–3, 6–3       |
| Перемога  | 3.   | 8 серпня 1994     | ITF Джакарта, Індонезія | Тверде   | Тан Мінь       | Наталія Соетрісно Сузанна Вібово | 6–3, 6–1            |
| Поразка   | 4.   | 22 травня 1995    | ITF Пекін, КНР          | Тверде   | Франческа Ла'О | Kim Ih-sook Кім Ин Ха            | 2–6, 3–6            |
| Поразка   | 5.   | 11 березня 1996   | ITF Тайбей, Тайвань     | Тверде   | Сюй Сюелі      | Такума Кадзуе Ямаґісі Йоріко     | 5–7, 7–6(5), 6–7(4) |
| Поразка   | 6.   | 10 листопада 1997 | ITF Маніла, Філіппіни   | Тверде   | Ху Чін-Бі      | Дін Дін Лі Тін                   | 5–7, 3–6            |
| Поразка   | 7.   | 17 липня 2000     | ITF Балтимор, США       | Тверде   | Кортні Чепмен  | Хотта Томое Такемура Рьоко       | 3–6, 2–6            |
| Поразка   | 8.   | 8 липня 2001      | ITF Гаосюн, Тайвань     | Тверде   | Ху Чін-Бі      | Макі Арай Куміко Їдзіма          | w/o                 |
| Перемога  | 9.   | 28 жовтня 2001    | ITF Маніла, Філіппіни   | Тверде   | Чжуан Цзяжун   | Чжао Сяохань Ху Чін-Бі           | 6–4, 6–4            |
| Перемога  | 10.  | 11 листопада 2001 | ITF Маніла, Філіппіни   | Тверде   | Чжуан Цзяжун   | Ha Ji-sun Shin Mi-ran            | 6–0, 6–3            |
| Поразка   | 11.  | 25 листопада 2001 | ITF Кофу, Японія        | Ґрунт    | Kim Jin-hee    | Ецуко Кітадзакі Еріко Мідзуно    | 6–4, 6–7(5–7), ret. |